# Ilie G. Murgulescu
Ilie Murgulescu (* 27. Januar 1902 in Bukarest; † 28. Oktober 1991) war ein rumänischer Physikochemiker, Autor und kommunistischer Politiker. Er war Präsident der rumänischen Akademie (1960–1963) und Kultusminister (1953–1956 und 1960–1963). Er gründete das Institut für Physikalische Chemie der rumänischen Akademie. 
Er schrieb seine Doktorarbeit auf dem Gebiet der Photochemie unter Fritz Weigert in Leipzig als Berater und untersuchte die Eigenschaften von Salzschmelzen. Er wurde zum Ehrenmitglied der ungarischen Akademie der Wissenschaften und verfasste eine siebenbändige Lehrbuchreihe namens Introducere în chimia fizică  (Einführung in die physikalische Chemie), die zwischen 1976 und 1984 gedruckt wurde.
1966 wurde er zum auswärtigen Mitglied der Akademie der Wissenschaften der UdSSR gewählt.
Sein Sohn unterstützte die ungarische Revolution im Jahr 1956.